# Štefan Chrtianský (pallavolista 1989)
Štefan Chrtianský (Detva, 17 agosto 1989) è un pallavolista slovacco.
Gioca nel ruolo di schiacciatore nel Tirol Innsbruck. Porta lo stesso nome di suo padre (ex pallavolista e ora allenatore), e per distinguerlo da lui al suo nominativo viene solitamente aggiunto il termine Junior.

## Carriera
Iniziò la sua carriera nel settore giovanile del Volleyball Team Tirol, nel quale militò per sei anni. Con suo padre alla guida della prima squadra, esordì nella massima serie austriaca nel 2006, per poi approdare anche in Nazionale. Nel 2009 vinse il suo primo trofeo, con la prima di quattro affermazioni consecutive in campionato.
Trionfò anche con la maglia della Nazionale, e sotto la guida del CT Emanuele Zanini vinse la medaglia d'oro all'European League 2011. Nel 2012 cambiò per la prima volta squadra, approdando in Italia nell'organico della Trentino Volley con cui vinse la Coppa del Mondo per club, la Coppa Italia e lo scudetto.
Nella stagione 2013-14 venne ingaggiato dal club francese del Nantes Rezé Métropole Volley. Nel gennaio 2014 si infortuna gravemente al ginocchio terminando anzitempo la stagione.
Dall'anno successivo ritorna a vestire la maglia del Tirol Innsbruck.

## Palmarès

### Club
- Campionato austriaco: 4

2008-09, 2009-10, 2010-11, 2011-12
- Campionato italiano: 1

2012-13
- Coppa Italia: 1

2012-13
- Campionato mondiale per club: 1

2012
- Middle European League: 2

2008-09, 2011-12

### Nazionale (competizioni minori)
- European League 2011